# Prix Jutra du Billet d'or
Le Billet d'or était une récompense cinématographique québécoise qui était décernée chaque année de 1999 jusqu'en 2016 dans le cadre des prix Jutra au film québécois ayant fait le plus d'entrées en salles. Il a été renommé en 2011 Billet d'or Cineplex.

## Palmarès

### Billet d'or
- 1999 : Les Boys - Louis Saia
- 2000 : Les Boys 2 - Louis Saia
- 2001 : La Vie après l'amour - Gabriel Pelletier
- 2002 : Les Boys 3 - Louis Saia
- 2003 : Séraphin : Un homme et son péché - Charles Binamé
- 2004 : La Grande Séduction - Jean-François Pouliot
- 2005 : Camping sauvage - Guy A. Lepage et Sylvain Roy
- 2006 : C.R.A.Z.Y. - Jean-Marc Vallée
- 2007 : Bon Cop, Bad Cop - Érik Canuel
- 2008 : Les 3 P'tits Cochons - Patrick Huard
- 2009 : Cruising Bar 2 - Robert Ménard et  Michel Côté
- 2010 : De père en flic - Émile Gaudreault

### Billet d'or Cineplex
- 2011 : Piché, entre ciel et terre - Sylvain Archambault
- 2012 : Starbuck - Ken Scott
- 2013 : Omertà - Luc Dionne
- 2014 : Louis Cyr : L'Homme le plus fort du monde - Daniel Roby
- 2015 : Mommy - Xavier Dolan
- 2016 : La Guerre des tuques 3D - Jean-François Pouliot et François Brisson